# Дуљиоло (Болоња)
Дуљиоло (итал. Dugliolo) је насеље у Италији у округу Болоња, региону Емилија-Ромања.
Према процени из 2011. у насељу је живело 414 становника. Насеље се налази на надморској висини од 10 м.